# جون دودال
جون دودال (بالإنجليزية: John Dowdall)‏ هو لاعب غولف أمريكي، ولد في 23 يونيو 1960 في شريفبورت في الولايات المتحدة.

## وصلات خارجية
- جون دودال على موقع رابطة لاعبي الغولف المحترفين (الإنجليزية)